# 誰去那裡?
《誰去那裡?》（英語：Who Goes There?）是美國作家約翰·W·坎貝爾於1938年以筆名唐·A·斯圖爾特（Don A. Stuart）創作的一部科幻恐怖中篇小說。這部小說講述了一群科學家在南極洲的科學基地中被困，他們必須面對一種能夠吸收並完美模仿任何生命（包括人類）的變形怪物的威脅。該小說原刊於1938年8月的《模拟科幻小说与事实》雜誌，之後以《異形魔怪》（The Thing from Another World）的標題出版，並收錄於同名小說集。來自於早期手稿的擴展版小說《冰凍地獄》（Frozen Hell）於2019年首次出版。
《誰去那裡?》曾兩度被改編為電影。 1951年，克里斯蒂安·尼比將其改編為電影《火星怪人》。 1982年，約翰·卡本特更直接地將小說改編為經典電影《突變第三型》。該故事後被改編為其他多種形式的作品，並在多個跨媒體媒介產生深遠影響。

## 出版歷史

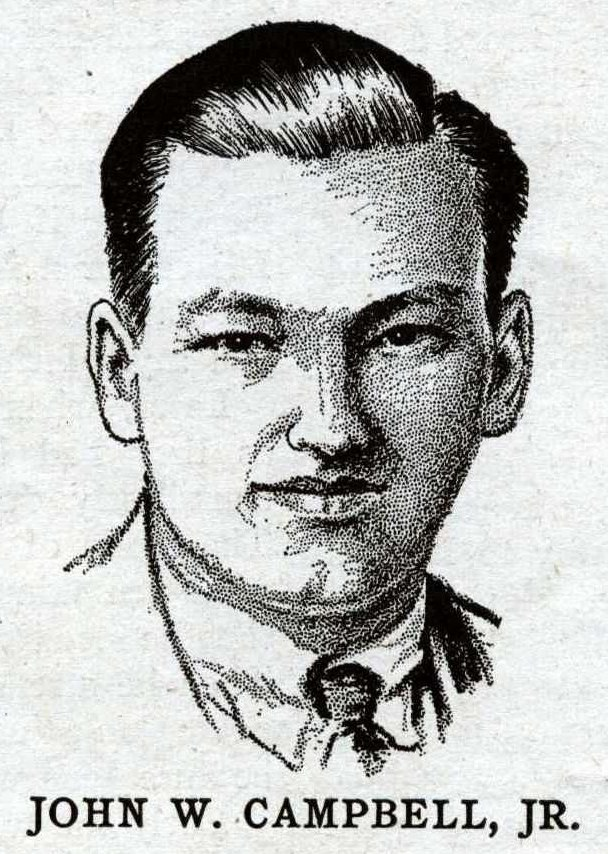
1932年1月號《奇妙故事》中描繪的約翰·W·坎貝爾肖像，本書作者。

《誰去那裡?》存在兩個稍有不同的版本。原始的12章版本最早發表在1938年8月的《模拟科幻小说与事实》上，並被收錄於《時間與空間的冒險》及《南極循環：地球盡頭的恐怖與奇蹟》 （The Antarktos Cycle: Horror and Wonder at the Ends of the Earth）等合集（此版本以《異形魔怪》為標題）。擴展至14章的版本後來被收錄於《約翰·W·坎貝爾精選集》及同名小說集。
1973年，該篇故事被美國科幻和奇幻作家協會評選為「最具影響力、重要性和令人難忘的科幻作品」之一，並與其他獲選作品一同收錄於《科幻名人堂第二卷》。
2018年，作家兼傳記作者亞歷克·內瓦拉-李在研究約翰·W·坎貝爾及其他科幻小說黃金時代作家的傳記時，意外發現《誰去那裡？》其實是坎貝爾未發表長篇小說的「縮減版」。研究證實，該小說原稿曾使用《冰凍地獄》（Frozen Hell）和《潘朵拉》（Pandora，取自潘朵拉的故事）兩個標題。這些手稿被發現在坎貝爾寄給哈佛大学的一箱資料中。坎貝爾曾嘗試將此故事投稿至《阿戈西》，但遭編輯約翰·弗朗西斯·伯恩（John "Jack" Francis Byrne）拒絕。他隨後對作品進行了大幅修改和刪減，最終被《驚奇科幻小說》的編輯F.奧林·特雷梅恩接受。
同年，一場為出版完整小說《冰凍地獄》的Kickstarter眾籌活動正式發起。該活動原定籌資目標僅為1,000美元，卻最終籌得超過155,000美元。《冰凍地獄》的編輯版本由威爾賽德出版社出版，標題為《冰凍地獄：啟發<突變第三型>的小說》（Frozen Hell: The Book That Inspired The Thing）。該書收錄了由鮑勃·埃格爾頓繪製的插圖，以及內瓦拉-李撰寫的前言和羅伯特·西爾柏格的序言。電子書版本於2019年1月16日提供給眾籌支持者下載，而實體書則於同年6月正式發行。

## 劇情大綱
在寒冷的冬季，一群美國研究人員在南极科学考察站「大磁極基地」（Big Magnet）進行磁極調查。某天，基地的儀器探測到異常強烈的磁場變化，於是編成了第二次磁極遠征隊前往調查。遠征隊最終發現一艘埋藏於冰層下的外星飛船。這艘飛船約在兩千萬年前墜毀於此。為了深入了解飛船內部，研究人員使用鋁熱劑對其進行解凍，但卻意外點燃了飛船的鎂合金外殼，最終導致整艘飛船被徹底摧毀。唯一成功回收的物品，是被冰層凍結的外星生物。根據分析，這個生物在凍結前可能正試圖尋找熱源。
生物學家布萊爾決定解凍並研究這些外星生物，儘管隊員諾里斯等人表示反對，但布雷亞堅持認為並無危險。解凍過程在宇宙線觀測小屋內進行，並由物理學家康納特負責看管。第二天，布萊爾被康納特驚醒，原來康納特在打瞌睡時，解凍的外星生物竟然消失了。基地隊員在搜索過程中發現，這些生物已經與犬舍中的雪橇犬融合。透過焊接槍和電擊器的攻擊，怪物被擊倒，布萊爾開始檢查這個生物。根據布雷亞的分析，外星生物「怪形」具有模仿其他生物細胞結構的能力，並且只需吞噬目標即可完成模仿有機體，繼續保有自身的特性進行繁殖。
在親眼目睹其能力後，布萊爾因恐懼與自責而陷入了崩潰，並告訴隊員們他已破壞基地飛機以防怪形逃脫。隨後，布萊爾宣稱康納特不再是人類，並威脅要為保全人類而殺死基地內所有人。隊員們開始感到恐慌，並將布萊爾視為危險人物而將他關進工具棚。為了防範康納特可能已被怪形取代，團隊也將康納特單獨隔離。隨著局勢的升級，隊員們決定封鎖基地，停用所有飛機與車輛以防怪形逃脫。為不引起外界的懷疑，他們在無線通信中對外報告一切正常，避免外界派遣救援隊而加劇危機。團隊開始制定對抗策略以識別被怪形取代的成員。這時，麥克雷迪等人回想起發掘過程中的奇怪經歷，並推測怪形擁有心靈感應的能力。
庫珀醫生開始使用狗的免疫血清來區分人類和怪形。儘管一度看似測試會帶來突破，但最終測試失敗。怪形的組織表現出與人類組織相似的反應，這使得提供血液樣本的蓋瑞指揮官和庫珀被懷疑為怪物。庫珀因為情緒崩潰而被注射了嗎啡，指揮權被交給了麥克雷迪。麥克雷迪推測基地內的其他動物也已被怪形模仿，並下令用電擊處決所有動物。
隨著猜忌與恐慌的加劇，成員間的關係變得緊張，為了生存，他們不得不保持團結而輪流站崗。隨著心理壓力的增加，許多人陷入崩潰，甚至質疑自己是否還是人類。廚師基納在其中遭到謀殺，並證實其已成為怪形的化身。麥克雷迪想出一種透過血液測試揭露怪形的方法。並發現怪形的每個細胞具有獨特性。當複製過的血液樣本與炙熱的金屬接觸時，便會表現出激烈的防衛反應，反之人類的血液則保持靜止。經測試結果顯示，包括康納特和蓋瑞在內的14名成員已經被怪形模仿。
最終，偽裝成人類的怪形都遭識破，並以電擊處決且焚燒屍體。團隊隨後前往檢查被隔離的布萊爾。途中，他們發現一隻信天翁飛過。為了防止外星生物感染並逃往文明地區，團隊決定射殺這隻鳥。抵達工具棚後，他們發現布萊爾早已完全被怪形取代，並利用變形能力在過去一週穿過門縫自由活動。麥克雷迪和兩名同伴將「布萊爾」逼出工具棚，並用火焰噴射器將其徹底消滅。在清理現場時，他們發現「布萊爾」已經幾乎完成一台核動力反重力裝置，這將使它能夠逃離基地，並對全人類構成威脅。

## 登場角色
「大磁鐵」基地的探險隊由37名成員組成，但故事中僅提到其中16人的名字，且除了三人外，其他人都僅以姓氏出現。到故事結尾時，有15人已被外星生物取代。

### 人類角色
- 巴克萊（Barclay）：參與外星生物的挖掘工作。
- 班寧（Benning）：航空機械師，他倖存下來。在1982年改編電影中，他的名字改為喬治·班寧斯（George Bennings），職業改為氣象學家，由彼得·馬洛（英语：Peter Maloney）飾演。
- 布萊爾（Blair）：生物學家，主張解凍外星生物，並參與了外星生物的挖掘工作，在導致外星生物逃脫陷入精神失常，最終被鎖在工具棚並被外星生物取代。在1982年改編電影中由威福·伯明莱飾演。
- 巴特·考德威爾（Bart Caldwell）：隊伍成員之一。
- 克拉克（Clark）：負責管理狗隻，後來被揭示為外星生物的化身。在1982年改編電影中由李察·馬索（英语：Richard Masur）飾演。
- 康納特（Connant）：物理學家，專攻宇宙射線。第一個被外星生物同化的成員。在《冰封地獄》中，他被賦予名字傑瑞（Jerry）。
- 庫珀醫生（Dr. Copper）：醫生，參與外星生物挖掘工作。在1982年改編電影中由理查·戴薩特（英语：Richard Dysart）飾演。
- 薩繆爾·達頓（Samuel Dutton）：基地成員，後被揭示為外星生物的化身。
- 蓋瑞（Garry）：探險隊指揮官，最終被揭示為外星生物並被殺死。在1982年改編電影中由唐纳德·莫法特飾演。
- 基納（Kinner）：滿臉傷疤的廚師，後來被揭示為外星生物的化身。
- 麥克雷迪（McReady）：探險隊副指揮官兼氣象學家，參與外星生物挖掘工作。在1982年改編電影中，他被改名為R.J.麥克雷迪（R.J. MacReady），職業改為直升機飛行員，由寇特·羅素飾演。此角色在電影改編的遊戲與漫畫中再次出現。
- 范斯·諾里斯（Vance Norris）：身材健壯的物理學家。在1982年改編電影中由查爾斯·霍拉漢（英语：Charles Hallahan）飾演，但角色結局與部分性格特徵被賦予基納。
- 龐羅伊（Pomroy）：負責管理家畜的成員。
- 拉爾森（Ralsen）：負責雪橇的成員。
- 范·沃爾（Van Wall）：首席飛行員，參與外星生物挖掘工作。

### 非人類角色
- 外星生物「怪形」（The Thing）：故事的主要反派，是一種具有惡意的變形外星生命體。它出現在三部電影改編中。在1951年的第一部電影中，「怪形」被描繪為一個高大且威脅性的植物型類人外星生物。而在後來的兩部改編電影中，「怪形」保留了變形能力，但失去了心靈感應的特性。
- 查納克（Charnauk）：領頭的阿拉斯加雪橇犬（英语：Alaskan_husky），第一個受到外星生物的攻擊。
- 奇努克（Chinook）與傑克（Jack）：另外兩隻雪橇犬。

## 改編與衍生作品

### 電影
1951年電影《火星怪人》為鬆散改編自該小說的首部影視作品。由詹姆斯·阿內斯飾演怪形，肯尼斯·托比飾演空軍軍官，羅伯特·O·康斯威特飾演主導科學家。在該片中，怪形是一個來自未知星球的人型入侵者（擁有兩臂、兩腿和一顆頭部）。作為一種植物生命，該種族需透過動物的血液維持生存。片中雖僅出現一隻外星生物，但其體內含有種子莢，可用於創造一整支入侵軍隊。
1972年的《恐怖列車》大量借鑒了坎貝爾的原著，但並非官方改編，且電影未將坎貝爾或其故事列入致敬名單。由克里斯托弗·李和彼得·庫欣主演，故事背景被搬到了1906年的西伯利亞鐵路。一位考古學家正在運送一具從冰層中挖掘出的類尼安德特人的化石生物。該生物解凍後復活，開始在列車上獵殺乘客。血液測試顯示，這具生物是來自史前時代的外星生命的宿主，該外星體能夠附身於接觸到的任何活體生物，並吸收其記憶。外星生物在乘客間轉移，迫使眾人展開搜索以確定其新宿主，同時外星生物亦試圖獲取建造宇宙飛船所需的知識。
1982年，約翰·卡本特推出更忠於原作的改編電影《突變第三型》，劇本由比爾·蘭卡斯特撰寫。卡本特重拍此片是因為1951年的改編是他最喜愛的電影之一，此片亦曾出現在他導演的《月光光心慌慌》中播放的電視畫面出現。卡本特的目標並非與舊版競爭，而是回歸原著小說的方向。在小說和該電影中，怪形能模仿任何動物型生命體，吸收宿主的個性、記憶與身體（但心靈感應的設定被移除）。故事從另一個探險隊發現並釋放怪物開始。此版本忠實呈現小說中暗示的消化和變形過程，並採用机械玩偶等實拍技術再現這些細節。
2011年，卡本特版的前傳《極地詭變》上映。此片由馬諦司·範海尼傑執導，艾瑞克·赫瑟勒撰寫劇本，並以電腦合成影像取代了原作中的傳統特效。為了回應這種趨勢，特效藝術家亞歷克·吉利斯（Alec Gillis）透過群眾募資於2015年製作電影《天魔異種》。
2000年代初期，法蘭·達拉本特與大衛·萊斯利·強森-麥古德瑞克為Syfy開發了四集迷你影集項目《怪形歸來》（Return of the Thing）。
2020年，傑森·布倫的布倫屋製片公司宣佈將與環球影業合作，根據《冰封地獄》（Frozen Hell）故事製作新電影。約翰·卡本特確認參與了該項目。2023年5月，他進一步透露自己參與一部對1982年原作電影的直接續作。

### 文學
1959年，阿根廷作家赫克托·傑曼·奧斯特赫爾德與插畫家阿爾貝托·布雷西亞將《誰去那裡?》改編為漫畫故事《三隻眼》（Tres ojos），作為《夏洛克時間》系列的一部分，刊登於阿根廷漫畫雜誌《零時》的第89至104期（1959年5月至8月）。1976年，該故事再次被改編為漫畫，刊載於《星流》（Starstream）第1期，由阿諾德·德雷克編劇，傑克·阿貝爾繪製。
1978年，小說《攔截時空禁區》）作者威廉·F·諾蘭為環球影業撰寫了一份《誰去那裡?》的劇本大綱，雖未被拍攝，卻於2009年收錄在《火箭騎士書籍》（Rocket Ride Books）出版的特別版本中。諾蘭的版本減少了原作中的角色數量，並弱化怪物元素，著重於與傑克·芬利的《偷天喪屍》類似的「冒名頂替者」主題。
比爾·蘭卡斯特為1982年電影《突變第三型》撰寫的一份早期劇本，曾被艾倫·迪恩·福斯特改編為小說，並隨電影同步發行。由於該小說基於早期草稿，其中包含與電影最終版本大不相同的場景，並對兩名配角的姓名進行了更改。

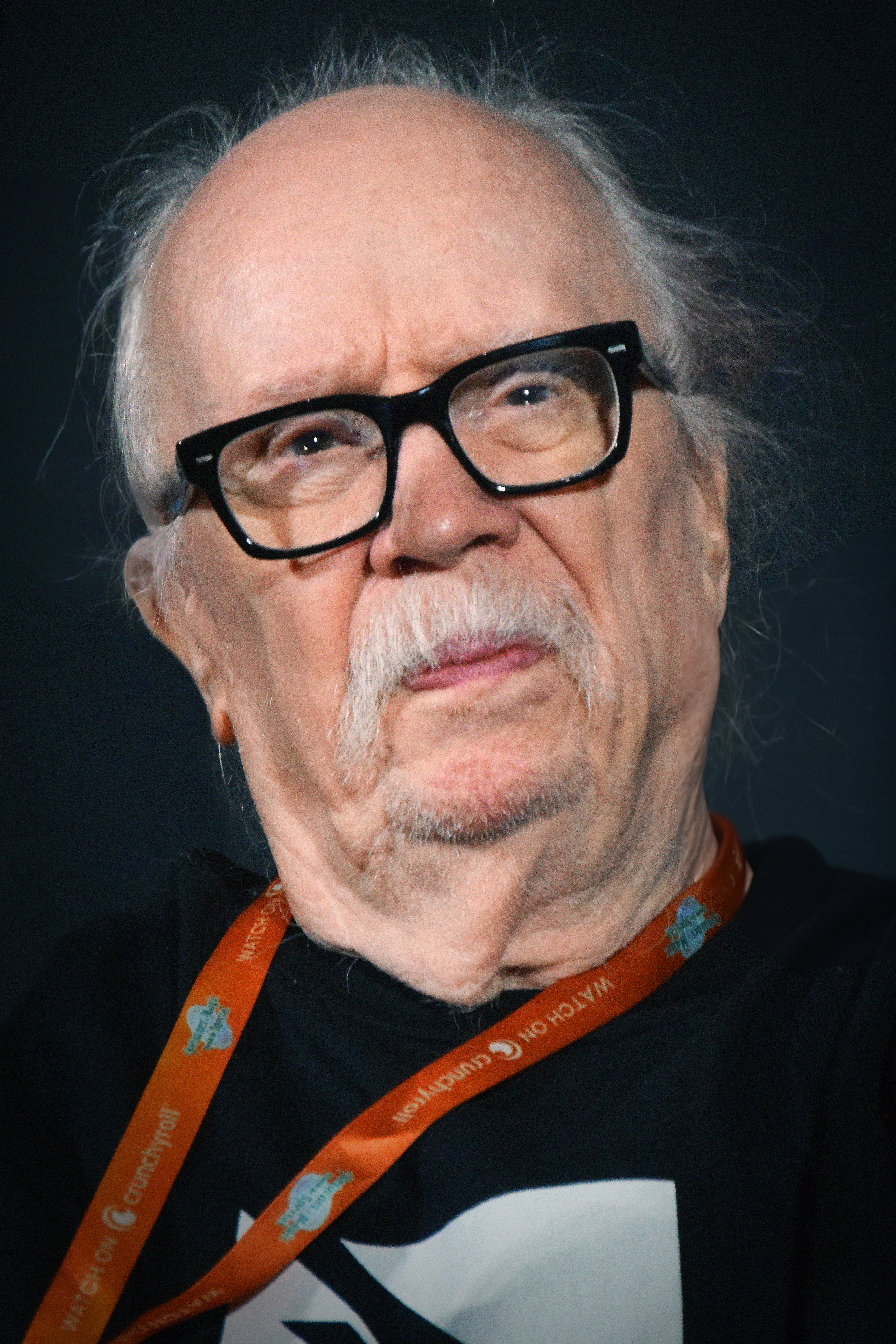
約翰·卡本特（摄于2023年），1982年電影《突變第三型》導演。

1991年，黑马漫画推出了兩期迷你系列漫畫《怪形來襲》（The Thing from Another World），由查克·法勒編劇，約翰·希金斯繪製。1992年，推出四期續作《怪形來襲：恐懼氣候》（The Thing from Another World: Climate of Fear），由約翰·阿庫迪編劇。1993年，又推出《怪形來襲：永恆誓言》（The Thing from Another World: Eternal Vows），由保羅·古拉西繪製。同年，泰德·奈費創作的另一部續作《怪形來襲：存疑研究》（The Thing from Another World: Questionable Research）以連載形式出版。此外，2011 年，史蒂夫·奈爾斯創作了一部數位漫畫前傳《怪形：北方之夢魘》（The Thing: The Northman Nightmare），但此版本與電影無關。
2010年，加拿大科幻作家彼得·沃茲發表了一篇短篇小說《異種》，該故事以外星生物的第一人稱視角，重新講述《誰去那裡?》的事件。此故事中的角色和情節以1982年電影版本為基礎。《克拉克斯世界雜誌》（Clarkesworld Magazine）還將該故事的有聲版作為其播客的一部分發布。
2019年，Wildside Press出版了一部短篇故事合集《異種短篇集》，由約翰·貝坦考特編輯。該書收錄了多位作者的作品，包括G.D·福克森的《阿波利昂》（Appolyon）、保羅·迪菲利波的《異種製造者》（Thingmaker）、馬克·麥克勞克林（Mark McLaughlin）的《超級遊艇上的恐怖》（The Horror on a Superyacht）、艾倫·迪恩·福斯特的《剩菜》（Leftovers）、達雷爾·施韋策的《審問者》（The Interrogator）、尼娜·基里基·霍夫曼的《宛若死亡》（Good As Dead）、克里斯汀·凱瑟琳·魯施的《T-Prime 任務》（A Mission at T-Prime）、切爾西·奎因·亞博羅的《The》、凱文·J·安德森的《冷藏》（Cold Storage）、帕梅拉·薩金特的《兩場戰爭》（Two Wars）、艾倫·M·斯蒂爾的《根據可靠來源》（According to a Reliable Source）、艾倫·科爾的《世界盡頭的怪物》（The Monster at World's End），以及貝坦考特本人的《野獸的本性》（The Nature of the Beast）。該書還收錄了丹·布雷頓、馬克·亨佩爾和馬克·惠特利等人的插圖。

### 廣播劇
該小說曾多次被改編為廣播劇，包括2002年1月24日在BBC Radio 4的《Chillers》系列中，及2013年的《Suspense》廣播劇系列。最早的廣播劇改編是1958年的《探索明天》節目，標題為《The Escape》，由約翰·W·坎貝爾親自主持。然而，目前尚未發現該集的錄音。

### 遊戲
以1982年電影為基礎的《怪形》（2010年卡牌游戏）和《The Thing: Infection at Outpost 31》（2017年桌游）曾先後推出。2002年，環球互動與科樂美共同發行了一款第三人稱射擊與生存恐怖遊戲《怪形》，作為電影的續作。2020年，Rockstar Dundee原計畫推出另一款改編遊戲，但因工作室成為 Rockstar Games 的一部分而取消。
由Certifiable Studios開發的桌遊《誰去那裡?》於2018年通過Kickstarter發行，眾籌金額超過$612,000美金，遠高於$54,097美金的目標。 2020年，Certifiable Studios為該遊戲的第二版再次發起Kickstarter募資計畫，承諾提供更新的機制和更多角色。該遊戲可作為完整遊戲購買，或作為第一版的擴充包。

## 文化影響

### 文學
1936年12月，約翰·W·坎貝爾在《驚奇奇談》上發表了短篇小說《火星的腦竊者》（Brain Stealers of Mars）。這篇早期的故事也包含了變形、讀心的外星人，但基調更為幽默，並帶有哲學反思，描述另一種外星種族如何在這些變形生物旁以堅韌的態度生活。
范·沃格特受《誰去那裡？》啟發，於1940年寫了《野獸之墓》，並投稿至《驚人科幻小說》。范·沃特後來回憶說：「我在報攤上站著讀了一半才買下這本雜誌，然後立刻把它讀完。我認為這是坎貝爾寫得最好的一篇故事，也是科幻恐怖故事中最優秀的作品。」
「怪形」被收錄於《巴洛外星人指南》（1979年；1987年第二版），書中描繪了怪形正在變形成雪橇犬的過程。
1985年，馬克·史密斯和傑米·湯姆森在「選擇你自己的冒險遊戲書」《巴爾之架》（The Rack of Baal）中提及了這個故事。書中一段情節發生在一個有少數人駐守的冰凍世界礦站。一位名叫「Sil McReady」的人物（向原作致敬）實際上被外星有機體感染，這是一個對原故事的諷刺反轉。

### 電影與電視
- 《神秘博士》：1976年的連續劇《毀滅之種（英语：The Seeds of Doom）》將坎貝爾的原著情節（如南極探險隊發掘出冰封的古老外星生物）與1951年電影版的元素結合，描繪外星植物型掠食者。
- 《X檔案》（The X-Files）：1993年的《冰核计划》一集直接借用了《誰去那裡？》的設定。
- 《星艦奇航記》：
  - 1993年《銀河飛龍》的「Aquiel（英语：Aquiel）」一集中，發生在孤立的前哨站，兇手是能變形的外星生命。
  - 1995年《銀河前哨》的「The Adversary」一集中，變形外星人滲透進星艦船員，引發了類似的偏執情緒，並包括靈感來源於《誰去那裡？》的「血液測試」場景。
- 《哥吉拉：系列（英语：Godzilla:_The_Series）》：1999年的「不信任任何人」（Trust No One）一集中，包含能模仿其他生物的DNA怪物。
- 《水行俠超級秀（英语：The Aquabats! Super Show!）》：2013年的「The Thingy!」一集以更喜劇的方式重新詮釋了《誰去那裡？》的故事。
- 《世界之友（英语：Friend_of_the_World）》（2020年）：該電影受《誰去那裡？》影響，探討了身體恐怖與孤立的主題。其原聲帶中有一首曲目名稱直接取自坎貝爾的小說。

### 其他
2006年，黑馬漫畫推出了一款基於原作故事設計的預塗裝拼裝模型，由安德烈亞·馮·舒利（Andrea Von Sholly）雕刻並上色。該模型未經授權，僅被稱為「太空怪物」（The Space Thing）。

## 另見
- 《瘋狂山脈》：由H·P·洛夫克拉夫特創作的一部以南極洲為背景的科幻恐怖故事，同樣首次發表於《驚人》雜誌上。
- 約翰·馬丁·萊希（英语：John_Martin_Leahy）：其短篇小說《在阿蒙森的帳篷裡》（1928年）為《瘋狂之山》《誰去那裡？》的靈感來源。
- 《天外魔花》
- 《異形》

### 書籍
- Campbell, John W; Nolan, William F. . Rocket Ride Books. 2009. ISBN 978-0-9823322-0-7.
- Hamilton, John. . ABDO Publishing Company. 2007: 8–11. ISBN 978-1-59679-989-9.
- Leane, Elizabeth. "Locating the Thing: The Antarctic as Space Alien in John W. Campbell's 'Who Goes There'". Science Fiction Studies. Volume 32, Issue 2, July 2005: 225–239 Literature Criticism Online. Web. 3 November 2011.
- Nevala-Lee, Alec (2018-10-23). Astounding: John W. Campbell, Isaac Asimov, Robert A. Heinlein, L. Ron Hubbard, and the Golden Age of Science Fiction. HarperCollins. ISBN 9780062571960.
- Witalec, Janet. "John Carpenter (1948–)." Contemporary Literary Criticism. Vol 161, 2003: 143–204 Literature Criticism Online. Web. 2 Nov. 2011.

## 外部連結
- "Who Goes There?", Astounding Science Fiction Volume XXII, No. 6. August, 1938. 60–97.